# Gunter d’Alquen
Gunter d’Alquen (vyslovováno: dalkən) (24. říjen, 1910 – 15. květen, 1998) byl nacistický důstojník Waffen-SS v hodnosti SS-Standartenführer der Reserve (Plukovník SS v záloze) za druhé světové války, který byl známý svým působením jako velitel SS-Standarte Kurt Eggers a jako šéfredaktor týdeníku Das Schwarze Korps (Černý sbor).

## Mládí
Narodil se 24. října roku 1910 ve vestfálském městě Essen jako syn poručíka v záloze a protestantského obchodníka Karla d'Alquena a jeho ženy Julie Friedy (rozené Rottmannové).
Měl mladšího bratra Rolfa, který také působil u SS. Po získání základního vzdělání nastoupil na reálné gymnázium v Essenu a během studia vstoupil roku 1925 do Hitlerjugend.
Poté, co odmaturoval na reálném gymnázium v Essenu, tak započal studia na univerzitě, kde studoval historii a angličtinu. Na škole zůstal pouze tři semestry, protože jeho otec neměl peníze na jeho další studia.
V roce 1926 vstoupil do řad jednotek SA, 27. srpna v následujícím roce vstoupil jako sedmnáctiletý do NSDAP. Byl také velmi aktivní v národně socialistické lize studentstva.

## Novinářská kariéra a vstup do SS
Ke konci března roku 1931 zrušil své členství u SA a 10. dubna téhož roku vstoupil do SS jako čekatel na hodnost SS (SS-Anwärter). Po svém přijetí byl zařazen u 3. roty ze 6. SS-Standarte v Berlíně. Dále k tomu pracoval jako pomocný redaktor pro brémské nacionálně socialistické noviny a stal se spolupracovníkem časopisu ”Der SA-Mann”.
S povýšením do hodnosti SS-Sturmführer (poručík) v říjnu roku 1932 se rovněž stal hlavním vedoucím pracovníkem hlavního vydavatelství NSDAP Franz Eher Nachfolger mezi Berlínem a Mnichovem, tuto funkci společně s ostatními povinnostmi plnil až do roku 1943.
Mezi lety 1932 a 1933 pracoval také jako politický redaktor u novin Völkischer Beobachter v Mnichově a také jako zvláštní zpravodaj říšské správy u německých vládních letů.
Pro Völkischer Beobachter posléze pracoval i u jejich berlínské pobočky. Zde si jeho působení všiml samotný Reichsfürer SS Heinrich Himmler a nabídl mu místo šéfredaktora novin Das Schwarze Korps (Černý sbor).

## Život po válce
Po válce byl berlínským denacifikačním soudem shledán vinným, jako důležitá postava válečné propagandy Třetí říše, z podněcování proti církvi, židům a zahraničním zemím. Dále, že provolával neomylnost Adolfa Hitlera a státu SS, že pohrdal demokracií a povzbuzoval antisemitismu.
V červenci roku 1955 mu byla za tyto prohřešky uložena pokuta 60 000 německých marek a po dobu tří let mu byla pozastavena penze.
Dne 7. ledna 1958 mu byla po dalším rozsáhlém vyšetřování uložena pokuta ve výši 28 000 německých marek.
Po válce pracoval jako úředník až do své smrti 15. května roku 1998 v Mönchengladbachu.

## Shrnutí vojenské kariéry

### Datum povýšení
- SS-Anwärter - 10. duben, 1931
- SS-Mann - 10. duben, 1931
- SS-Sturmführer - 1. říjen, 1932
- SS-Obersturmführer - 9. listopad, 1933
- SS-Hauptsturmführer - 1. červen, 1934
- SS-Sturmbannführer - 30. leden, 1935
- SS-Obersturmbannführer - 16. říjen, 1935
- SS-Standartenführer - 30. leden, 1937
- SS-Untersturmführer der Reserve - 1. březen, 1940 ( vstoupil do Waffen-SS)
- SS-Obersturmführer der Reserve - 30. duben, 1940
- SS-Hauptsturmführer der Reserve - 1. srpen, 1940
- SS-Sturmbannführer der Reserve - 9. listopad, 1941
- SS-Obersturmbannführer der Reserve - 10. srpen, 1943
- SS-Standartenführer der Reserve - 21. červen, 1944

### Významná vyznamenání
- Německý kříž ve stříbře - 21. prosinec, 1944
- Železný kříž I. třídy
- Železný kříž II. třídy
- Válečný záslužný kříž II. třídy s meči
- Válečný záslužný kříž I. třídy s meči
- Zlatý stranický odznak
- Všeobecný útočný odznak
- Odznak za zásluhy v leteckém průmyslu
- Umrlčí prsten SS
- Čestná dýka Reichsführera-SS